# 마리누스 덴 오우덴
마리누스 덴 오우덴(네덜란드어: Marinus Petrus Antonius den Ouden, 1909년 8월 21일 ~ 1951년 2월 12일)은 한국 전쟁에 참전한 네덜란드의 군인으로 네덜란드 육군의 장교이다.

## 생애

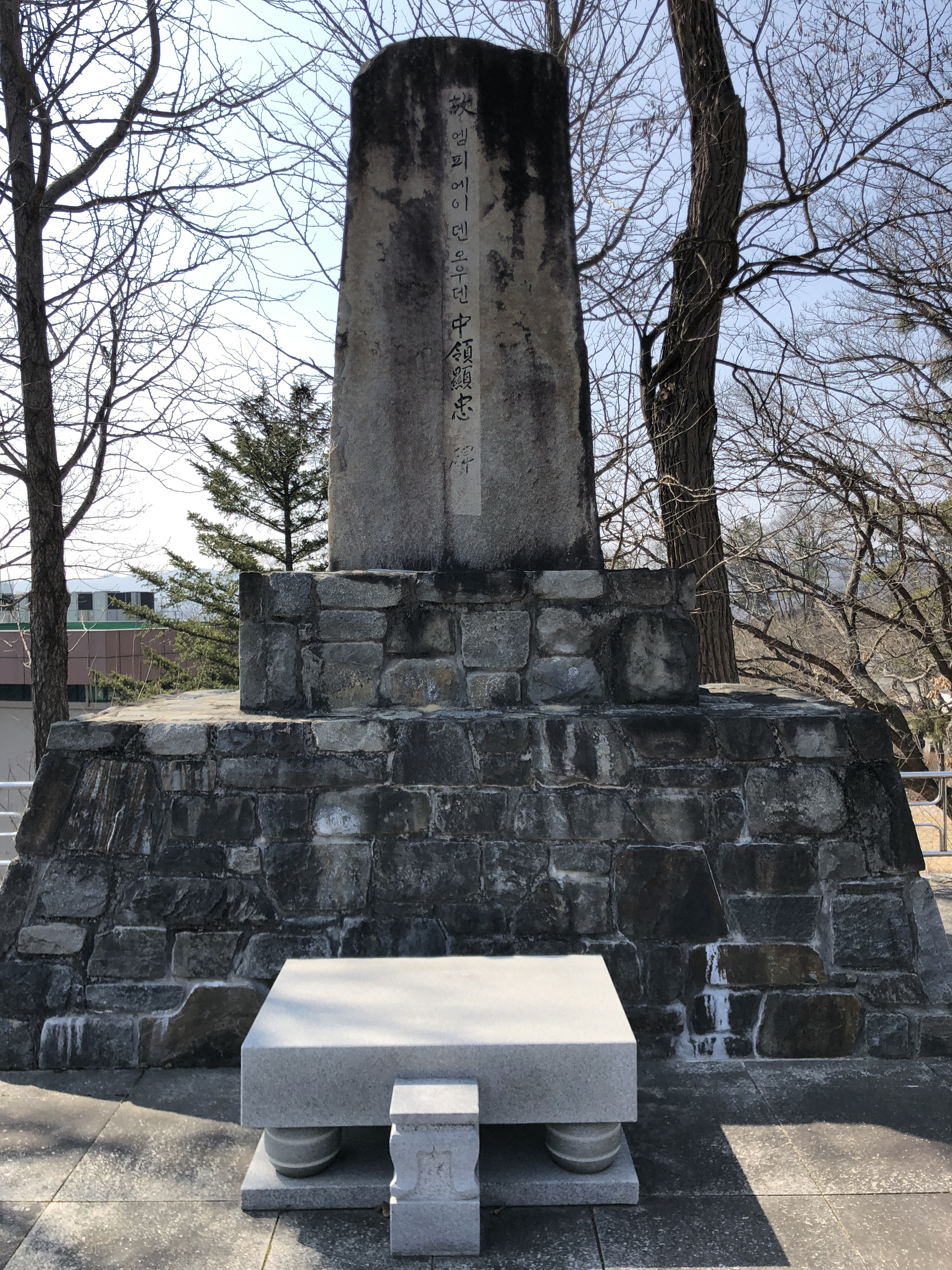
횡성군에 있는 그의 무공을 기리는 동상

네덜란드 본국의 노르트브라반트주의 아우트엔니우하스털에서 태어났다. 노르트브라반트 주의 브레다에 있는 네덜란드 육군사관학교에서 학사학위를 받았고, 1932년에 소위(네덜란드어: Tweede luitenant)로 임관하였으며, 네덜란드령 동인도 육군에 복무하였다. 1950년 6월 6·25전쟁에 참전하기 위해 조직된 유엔군에 자원했다. 1950년 10월 21일 소령 계급으로 국제 연합군 소속 네덜란드 대대의 지휘관 자격으로 10월 26일 한국으로 출항, 11월 23일 부산항에 도착했다. 부산에 도착한 지 1주일 만에 전선으로 파견되었고 12월 중순 미2사단 38연대에 배속되어 전선 후방으로 공격하는 북한군과 중공군을 막아내는 업무를 수행했다. 1951년 2월 12일 북한군과 중공군을 후퇴시키기 위한 '라운드업 작전'에도 참여했다. 1951년 2월 11일 북한군과 중공군은 반격을 개시했고, 홍천∼횡성 간 도로에서 벌어진 전투에서 오우덴 중령은 대원들과 국군을 엄호하다 전사하였다. 이 전투에서 오우덴 중령을 포함한 15명이 전사했다.

## 참고 문헌
- Klep, Christ en Gils, Richard van (2005) Van Korea tot Kabul. De Nederlandse militaire deelname aan vredesoperaties sinds 1945 Den Haag
- Website onderscheidingen.nl
- Hoffenaar, M. en Schoenmaker, B. (1994) Met de blik naar het Oosten. de Koninklijke Landmacht 1945-1990 Den Haag
- Kester, Bernadette, Roozenbeek, Herman en Goort, Okke (2000) Focus op Korea. De rol van de Nederlandse pers in de beeldvorming over de Korea-oorlog 1950-1953. Den Haag